# Browns Mills
Browns Mills é uma Região censo-designada localizada no estado americano de Nova Jérsei, no Condado de Burlington.

## Demografia
Segundo o censo americano de 2000, a sua população era de 11.257 habitantes.

## Geografia
De acordo com o United States Census Bureau tem uma área de 
14,7 km², dos quais 14,1 km² cobertos por terra e 0,6 km² cobertos por água. Browns Mills localiza-se a aproximadamente 36 m acima do nível do mar.

## Localidades na vizinhança
O diagrama seguinte representa as localidades num raio de 8 km ao redor de Browns Mills. 